# Toxascaris leonina
Toxascaris leonina ein im Dünndarm bei Hunden und Katzen parasitisch vorkommender Spulwurm. Im Gegensatz zu anderen bei diesen Tieren vorkommenden Fadenwürmern ist seine krankheitsauslösende Wirkung eher gering und die Gefährdung für den Menschen vernachlässigbar.

## Merkmale
T. leonina ist 6 bis 10 cm lang. Von der Schwestergattung Toxocara unterscheiden sie sich vor allem durch die schlanken, wenig hervorstehenden Zervikalflügel und das Fehlen der keulenförmigen Auftreibung des Ösophagus und des fingerartigen Fortsatzes am Schwanzende. Zudem ist der unpaare Abschnitt des Uterus kurz. Die Eier sind etwa 80 µm groß und dickschalig mit glatter Oberfläche.

## Bedeutung als Parasit
Die Ansteckung erfolgt peroral durch Aufnahme kontaminierten Futters oder paratenischer Wirte wie Nagetiere, Vögel, Reptilien oder Gliederfüßer. Die Präpatenzzeit beträgt 7 bis 10 Wochen. Der Befall ist meist ohne klinische Symptome, bei stärkerem Befall kann leichter Durchfall auftreten. Die Art kann bei Hunden gemeinsam mit Toxocara canis und bei Katzen mit Toxocara mystax als Doppelinfektion vorkommen.
In einer Studie bei Hunden verschiedener Teile Eurasiens wurde eine Befallsrate von 53,8 % ermittelt.
Die Bekämpfung adulter Würmer erfolgt mit gegen Fadenwürmer wirksamen Wirkstoffen (Wurmkur) wie Avermectine, Emodepsid, Febantel, Fenbendazol oder Flubendazol.

## Belege
1. ↑  Domenico Otranto, Richard Wall: Veterinary Parasitology. 5. Auflage. Wiley 2024, ISBN 978-1-394-17634-2, S. 60.
2. ↑  Wörterbuch der Veterinärmedizin, 2. Auflage, S. 1225.
3. ↑  A. Okulewicz, A. Perec-Matysiak, K. Buńkowska, J. Hildebrand: Toxocara canis, Toxocara cati and Toxascaris leonina in wild and domestic carnivores. Helminthica 49 (1), März 2012. doi:10.2478/s11687-012-0001-6, Volltext
4. ↑  C. Bauer et al.: Toxascaris leonina in dogs - A nematode species of high prevalence in some regions of Eurasia. In: Veterinary Parasitology, regional studies and reports. Band 48, Februar 2024, S. 100986, doi:10.1016/j.vprsr.2024.100986, PMID 38316504.